# Austrian Open 2001 - Qualificazioni singolare
Le qualificazioni del singolare  dell'Austrian Open 2001 sono state un torneo di tennis preliminare per accedere alla fase finale della manifestazione. I vincitori dell'ultimo turno sono entrati di diritto nel tabellone principale. In caso di ritiro di uno o più giocatori aventi diritto a questi sono subentrati i lucky loser, ossia i giocatori che hanno perso nell'ultimo turno ma che avevano una classifica più alta rispetto agli altri partecipanti che avevano comunque perso nel turno finale.
Le qualificazioni del torneo Austrian Open 2001 prevedevano 24 partecipanti di cui 6 sono entrati nel tabellone principale.

## Teste di serie
1. Hugo Armando (ultimo turno)
2. Jan Vacek (Qualificato)
3. Tomáš Zíb (primo turno)
4. Fernando González (Qualificato)
5. Markus Hantschk (Qualificato)
6. Marc-Kevin Goellner (Qualificato)

1. Richard Fromberg (primo turno)
2. Paul-Henri Mathieu (ultimo turno)
3. Gabriel Trifu (primo turno)
4. Feliciano López (ultimo turno)
5. Jean-René Lisnard (ultimo turno)
6. Ingo Neumuller (primo turno)

## Qualificati
1. Vadim Kucenko
2. Jan Vacek
3. Gabriel Trifu

1. Fernando González
2. Markus Hantschk
3. Marc-Kevin Goellner

## Tabellone

### Legenda
| - Q = Qualificato - WC = Wild card - LL = Lucky loser | - ALT = Alternate - SE = Special Exempt - PR = Protected Ranking | - w/o = Walkover - r = Ritirato - d = Squalificato |

### Sezione 1
|  | Primo turno | Primo turno        | Primo turno        | Primo turno | Primo turno |  |  | Ultimo turno | Ultimo turno  | Ultimo turno | Ultimo turno | Ultimo turno |  |
|  |             |                    |                    |             |             |  |  |              |               |              |              |              |  |
|  | 1           | Hugo Armando       | Hugo Armando       | 6           | 6           |  |  |              |               |              |              |              |  |
|  |             | Herbert Wiltschnig | Herbert Wiltschnig | 2           | 1           |  |  | 1            | Hugo Armando  | 6            | 4            | 5            |  |
|  |             | Vadim Kucenko      | 7                  | 62          | 6           |  |  |              | Vadim Kucenko | 4            | 6            | 7            |  |
|  | 7           | Richard Fromberg   | 65                 | 7           | 2           |  |  |              |               |              |              |              |  |

### Sezione 2
|  | Primo turno | Primo turno     | Primo turno    | Primo turno | Primo turno |  |  | Ultimo turno | Ultimo turno   | Ultimo turno   | Ultimo turno | Ultimo turno |  |
|  |             |                 |                |             |             |  |  |              |                |                |              |              |  |
|  | 2           | Jan Vacek       | 65             | 6           | 6           |  |  |              |                |                |              |              |  |
|  |             | Andrej Čerkasov | 7              | 4           | 1           |  |  | 2            | Jan Vacek      | Jan Vacek      | 6            | 6            |  |
|  |             | Ingo Neumuller  | Ingo Neumuller | 7           | 6           |  |  |              | Ingo Neumuller | Ingo Neumuller | 3            | 2            |  |
|  | 12          | Lorenzo Manta   | Lorenzo Manta  | 6           | 3           |  |  |              |                |                |              |              |  |

### Sezione 3
|  | Primo turno | Primo turno   | Primo turno   | Primo turno | Primo turno |  |  | Ultimo turno  | Ultimo turno  | Ultimo turno  | Ultimo turno | Ultimo turno |  |
|  |             |               |               |             |             |  |  |               |               |               |              |              |  |
|  |             | Jürgen Melzer | Jürgen Melzer | 7           | 7           |  |  |               |               |               |              |              |  |
|  | 3           | Tomáš Zíb     | Tomáš Zíb     | 63          | 5           |  |  | Jürgen Melzer | Jürgen Melzer | Jürgen Melzer | 3            | 4            |  |
|  |             | Gabriel Trifu | 6             | 65          | 6           |  |  | Gabriel Trifu | Gabriel Trifu | Gabriel Trifu | 6            | 6            |  |
|  | 9           | Julián Alonso | 4             | 7           | 1           |  |  |               |               |               |              |              |  |

### Sezione 4
|  | Primo turno | Primo turno       | Primo turno     | Primo turno | Primo turno |  |  | Ultimo turno | Ultimo turno      | Ultimo turno      | Ultimo turno | Ultimo turno |  |
|  |             |                   |                 |             |             |  |  |              |                   |                   |              |              |  |
|  | 4           | Fernando González | 7               | 1           | 6           |  |  |              |                   |                   |              |              |  |
|  |             | Ivan Vajda        | 5               | 6           | 3           |  |  | 4            | Fernando González | Fernando González | 7            | 6            |  |
|  | 10          | Feliciano López   | Feliciano López | 6           | 7           |  |  | 10           | Feliciano López   | Feliciano López   | 63           | 1            |  |
|  |             | Markus Kanellos   | Markus Kanellos | 4           | 5           |  |  |              |                   |                   |              |              |  |

### Sezione 5
|  | Primo turno | Primo turno       | Primo turno       | Primo turno | Primo turno |  |  | Ultimo turno | Ultimo turno      | Ultimo turno      | Ultimo turno | Ultimo turno |  |
|  |             |                   |                   |             |             |  |  |              |                   |                   |              |              |  |
|  | 5           | Markus Hantschk   | 6                 | 63          | 6           |  |  |              |                   |                   |              |              |  |
|  |             | Ján Krošlák       | 4                 | 7           | 3           |  |  | 5            | Markus Hantschk   | Markus Hantschk   | 6            | 7            |  |
|  | 11          | Jean-René Lisnard | Jean-René Lisnard | 6           | 6           |  |  | 11           | Jean-René Lisnard | Jean-René Lisnard | 1            | 5            |  |
|  |             | Luis Morejon      | Luis Morejon      | 1           | 0           |  |  |              |                   |                   |              |              |  |

### Sezione 6
|  | Primo turno | Primo turno         | Primo turno         | Primo turno | Primo turno |  |  | Ultimo turno | Ultimo turno        | Ultimo turno        | Ultimo turno | Ultimo turno |  |
|  |             |                     |                     |             |             |  |  |              |                     |                     |              |              |  |
|  | 6           | Marc-Kevin Goellner | Marc-Kevin Goellner | 6           | 6           |  |  |              |                     |                     |              |              |  |
|  |             | Gunter Austerhuber  | Gunter Austerhuber  | 2           | 0           |  |  | 6            | Marc-Kevin Goellner | Marc-Kevin Goellner | 6            | 6            |  |
|  | 8           | Paul-Henri Mathieu  | Paul-Henri Mathieu  | 6           | 7           |  |  | 8            | Paul-Henri Mathieu  | Paul-Henri Mathieu  | 4            | 2            |  |
|  |             | Marzio Martelli     | Marzio Martelli     | 3           | 62          |  |  |              |                     |                     |              |              |  |